# Корольча
Корольча (укр. Корольча) — село в Репкинском районе Черниговской области Украины. Население 100 человек. Занимает площадь 0,23 км².
Код КОАТУУ: 7424489202. Почтовый индекс: 15054. Телефонный код: +380 4641.

## Власть
Орган местного самоуправления — Тарасо-Шевченковский сельский совет. Почтовый адрес: 15054, Черниговская обл., Репкинский р-н, с. Тараса Шевченко, ул. Шевченко, 2а.